# Коцев, Благомир
Благомир Коцев (болг. Благомир Коцев; род. 22 марта 1978, Варна) — болгарский государственный и политический деятель. С ноября 2023 года является мэром Варны.

## Ранний период жизни
Родился 22 марта 1978 года в Варне. В 1997 году окончил Первую языковую школу в Варне с профилем по английскому языку. В период до 2004 года с отличием окончил Американский университет в Вашингтоне, получив степень бакалавра делового администрирования, а также получил степень магистра в области судоходства, торговли и финансов в Лондонском городском университете. 7 лет спустя решил вернуться в Болгарию.

## Политическая карьера

### Губернатор области (2022)
По предложению коалиции «Продолжаем перемены» был назначен 24 февраля 2022 года правительством премьер-министра Кирилла Петкова на должность губернатора Варненской области.
В 2022 году при его участии было размещено более 500 украинских беженцев в Варненской области в гостиницах и частных домах. Также помог беженцам и владельцам отелей получить помощь от правительства Болгарии.
Будучи губернатором, издал приказ о прекращении движения транспортных средств по прибрежной аллее в Варне. Его решение было широко одобрено гражданами, но встретило сопротивление со стороны некоторых владельцев ресторанов, которые критиковали его приказ и обратились в суд. Однако суд оставил приказ губернатора в силе.
Позже заблокировал решение муниципалитета о продаже десятков частей общественных территорий частным лицам и компаниям вместо того, чтобы использовать их для создания общественных зелёных зон, садов и спортивных сооружений. Критиковал разрушение культурных и исторических зданий в центре города Варна и проблемы с парковкой в городе.
После успешного вотума недоверия правительству Кирилла Петкова новое временное правительство Гылыба Донева заменило Благомира Коцева его предшественником на посту губернатора Варненской областью.

### Парламентские выборы (2022—2023)
2 октября 2022 года в Болгарии были назначены внеочередные парламентские выборы из-за вотума недоверия правительству Кирилла Петкова в начале года. Благомир Коцев был включен в число кандидатов партии «Продолжаем перемены». По итогам парламентских выборов ему не удалось получить место в Народном собрании Болгарии. После того, как политические партии в Народном собрании не смогли сформировать правительство, 2 апреля 2023 года были назначены ещё одни внеочередные парламентские выборы. «Продолжаем перемены» участвовала в выборах в составе избирательного альянса «Продолжаем перемены — Демократическая Болгария», и Благомир Коцев снова был среди кандидатов, но вновь не смог пройти в Национальное собрание.

### Выборы мэра (2023)
По мере приближения местных выборов в Болгарии 2023 года избирательный альянс «Продолжаем перемены — Демократическая Болгария» выдвинул Благомира Коцева своим кандидатом на должность мэра Варны. Его кампания была в значительной степени сосредоточена на критике деятельности политической партии «Граждане за европейское развитие Болгарии» в Варне за последние 12 лет.
Выборы состоялись 29 октября 2023 года, и Благомир Коцев получил 21,56 % голосов, заняв второе место после действующего мэра Ивана Портных с 26,57 %, что означало второй тур выборов на следующей неделе. 5 ноября 2023 года Благомир Коцев одержал победу во втором туре выборов, набрав 53,06 % голосов избирателей.

### Мэр Варны (2023 — настоящее время)
13 ноября 2023 года был приведён к присяге в должности мэра Варны.